# جيمس بيرسفورد
جيمس بيرسفورد (بالإنجليزية: James Beresford)‏ هو لاعب كرة قاعدة أسترالي، ولد في 19 يناير 1989 في City of Monash ‏ في أستراليا.

## وصلات خارجية
- جيمس بيرسفورد على موقع دوري كرة القاعدة الرئيسي (الإنجليزية)
- جيمس بيرسفورد على موقع دوري أستراليا لكرة القاعدة (الإنجليزية)
- جيمس بيرسفورد على موقعبيزبول رفرنس.كوم (الدوري الرئيسي) (الإنجليزية)
- جيمس بيرسفورد على موقعبيزبول رفرنس.كوم (الدوري الثانوي) (الإنجليزية)
- جيمس بيرسفورد على موقع إي إس بي إن.كوم (أم.أل.بي) (الإنجليزية)
- جيمس بيرسفورد على موقع مشجعي الرسوم البيانية (الإنجليزية)